# Проня (приток на Сож)
 Тази статия е за притока на Сож.  За притока на Ока вижте Проня (приток на Ока).  
Проня е река в Беларус, десен приток на река Сож.
Дължината ѝ е 172 км, площ на басейна 4910 km². Извира от Смоленските възвишения. Обем на водната маса при устието – 30 m³/s. Замръзва в края на ноември, размразява се в края на март. Покрай брега на реката се намират градовете Горки и Славгород.